# Château de Benrath
Le château de Benrath est une maison de plaisance de style rococo, érigée pour l'électeur palatin Charles-Théodore. Le site fait aujourd'hui partie de la ville de Düsseldorf. Le plan est dû à l'architecte Nicolas de Pigage qui, en même temps, travaillait aussi à Mannheim et à Schwetzingen. La construction du château fut menée à terme entre 1755 et 1770. Dans ses décorations, on trouve déjà certains éléments néoclassiques.
Deux ailes symétriques, hémicirculaires, flanquent le corps de logis au milieu. Depuis 2002, l'aile est abrite un musée européen de l'art du jardinage. Dans l'aile ouest, il existe un musée d'histoire naturelle, tandis que le bâtiment principal s'ouvre à des expositions temporaires et à des concerts.

## Galerie

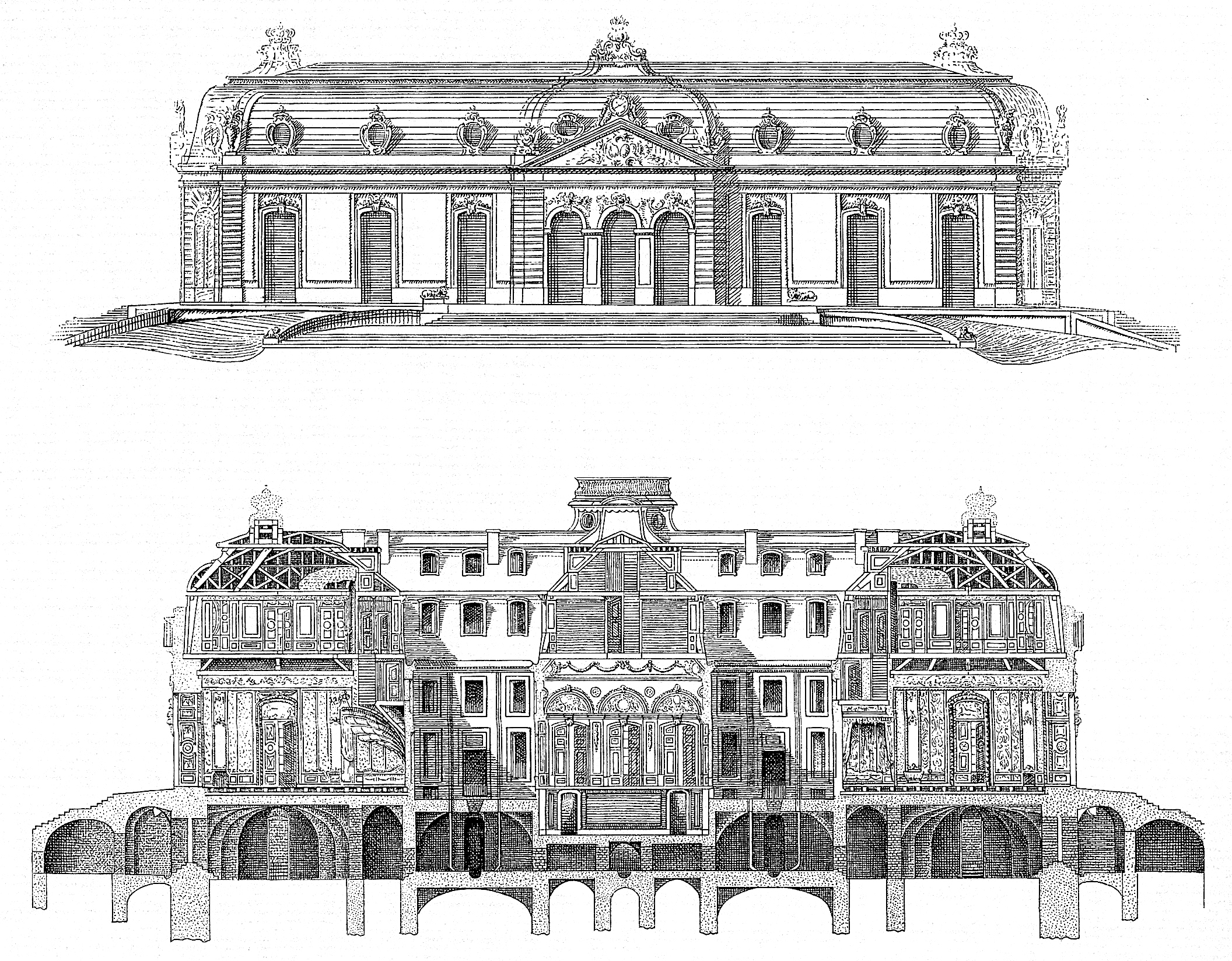
Nicolas de Pigage : élévation et coupe du bâtiment principal.
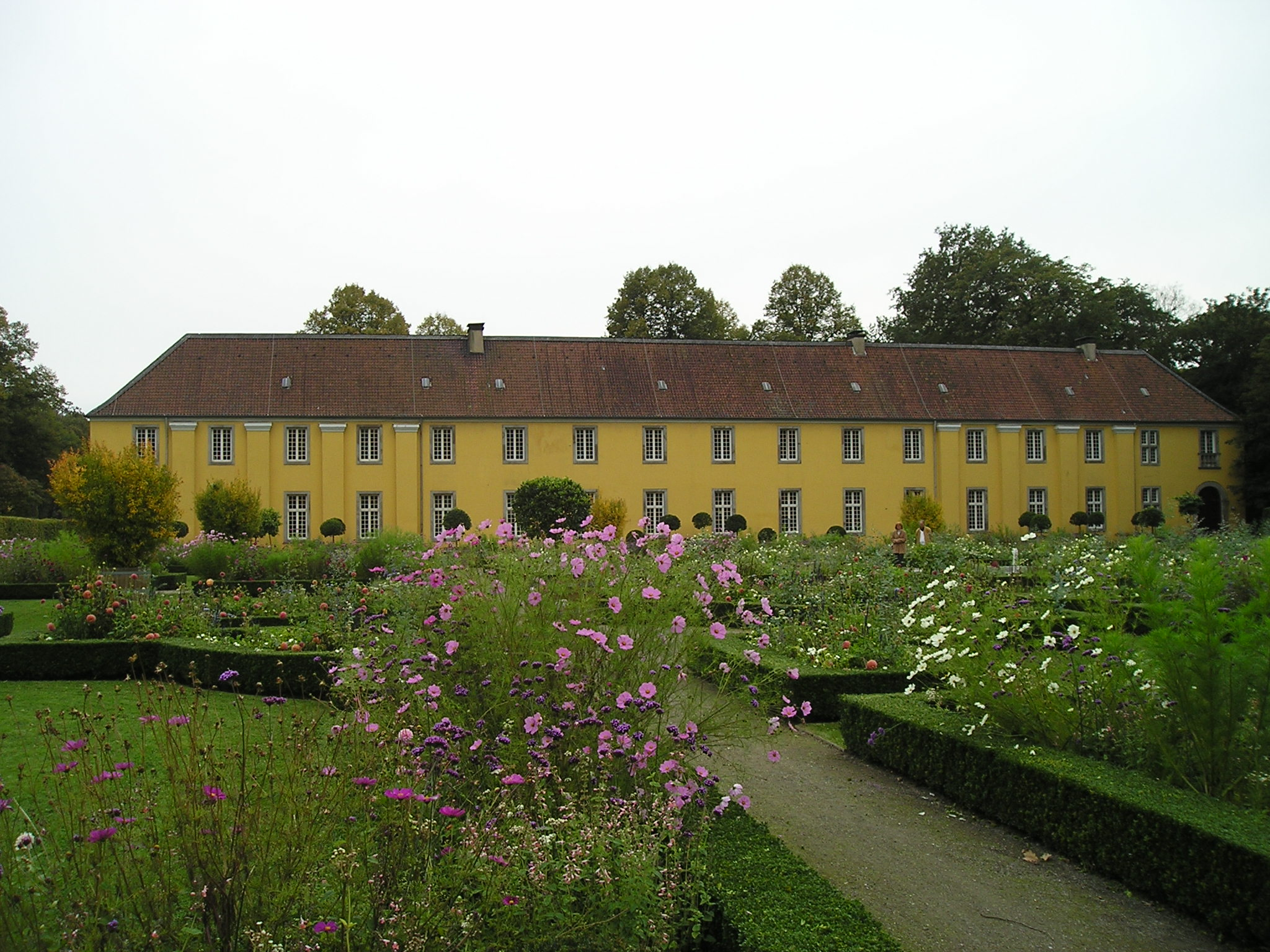
Orangerie du château.